# كرة الطاولة
كرة الطاولة أو تنس الطاولة هي رياضة يتبارى فيها لاعبان أو أربعة بضرب كرة خفيفة تناوباً بمضرب. تُقام المباراة على طاولة صلبة تقسّمها شبكة إلى نصفين. رياضة تنس الطاولة إحدى أكثر الرياضات شعبية من حيث عدد اللاعبين، وهي من أحدث الرياضات الكبرى الحالية. تضرب الكرة عند الإرسال بوجه أو ظهر اليد إلى منطقة الخصم، وتُحتسب النتيجة النهائية بناءً على عدد النقاط التي حصل عليها اللاعبون في المسابقة، حيث يفوز من يحقق 11 نقطة أولاً وعند وصول كلا اللاعبَين نقطة 10/10 يجب على أحدهما أن يتقدم على منافسه بنقطتين ليفوز بالشوط. تتطلب الرياضة تركيزاً عالياً وسرعة رد الفعل ولياقة بدنية عالية لأنها رياضة سريعة.
يُدير الاتحاد الدولي لتنس الطاولة رياضة كرة الطاولة ويُحكّم قوانينها لديه. تأسس الاتحاد عام 1926م ويضم حاليّاً 226 جمعية عضوة. ضُمّت رياضة كرة الطاولة إلى الرياضات الأولمبيّة من عام 1988م حتى 2004م تحت أكثر من تصنيف.

## المعدات

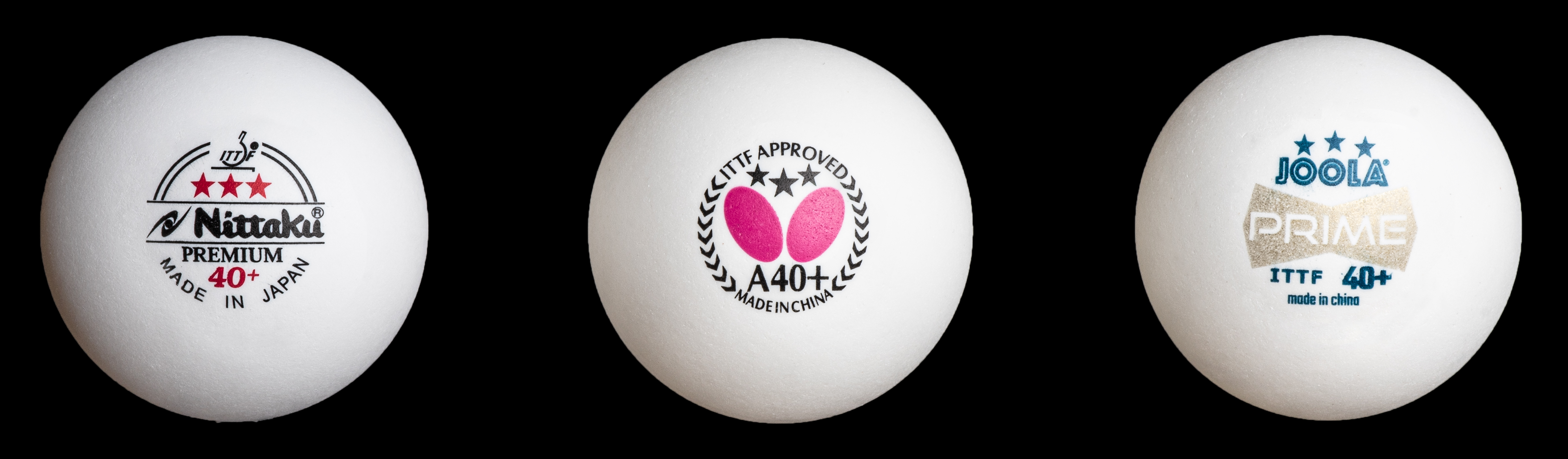
كرات طاولة لدنة مقاس 40 مم فأكثر معتمدَة من الاتحاد الدولي لكرة الطاولة

تنص القواعد الدولية على أن اللعبة تُلعب بكرة كتلتها 2,7 غرامًا وقطرها 40 ملم . وتنص على أن الكرة يجب أن ترتد لأعلى 26 سم عند سقوطه من ارتفاع 30 سم على كتلة فولاذية قياسية وبذا يكون معامل الاسترداد 0,89 إلى 0,92. وبدءًا من عام 2015 أصبحت الكرات مصنوعة من المبلمر بدلاً من السيلولويد، ملونة باللون الأبيض أو البرتقالي، وذات لمسة نهائية غير لامعة. يُختار لون الكرة حسب لون الطاولة ومحيطها. فعلى سبيل المثال من الأسهل رؤية الكرة البيضاء على طاولة خضراء أو زرقاء مقارنة برؤية الكرة البيضاء على طاولة رمادية. غالبًا ما يشير المصنعون إلى جودة الكرة بنظام تصنيف النجوم، عادةً من واحد إلى ثلاثة، حيث يمثل الرقم ثلاثة أعلى الدرجات. نظرًا لأن هذا النظام ليس قياسيًا لدى الشركات المصنعة، فإن الطريقة الوحيدة لاستخدام الكرة في المنافسة الرسمية هي بعد الحصول على موافقة الاتحاد الدولي لكرة الطاولة  (يمكن رؤية موافقة الاتحاد الدولي لكرة الطاولة مطبوعة على الكرة).
الكرة ذات 40 قدمت بعد نهاية دورة الألعاب الأولمبية الصيفية لعام 2000؛ فكان آنذاك حجم الكرة القياسية 38 مم. وقد أثار هذا بعض الجدل. هدد فلادمير سمسونوف، لاعب كرة الطاولة المحترف المصنف أولًا في العالم آنذاك بالانسحاب من كأس العالم، والتي كان من المقرر أن تُطلق فيها الكرة الجديدة في 12 تشرين الأول/أكتوبر 2000.

### الطاولة

رسم تخطيطي لطاولة اللعبة يوضح الأبعاد الرسمية

طول الطاولة 2,74 م، وعرضها1,525م، وارتفاعها 76 سم، مصنوعة من أي مادة مستمرة مادامت تنتج ارتدادًا موحدًا يبلغ نحو 23 سم عند إسقاط كرة قياسية عليها من ارتفاع 30 سم أو نحو 77%. الطاولة أو سطح اللعب داكن اللون وغير لامع، مقسم إلى نصفين بشبكة عند ترتفع 15,25 سم. الاتحاد الدولي لكرة الطاولة يوافق فقط على الطاولات الخشبية أو مشتقاتها. بعض الطاولات خرسانية ذات شبكة فولاذية أو حاجز خرساني صلب في الأماكن العامة الخارجية، مثل المتنزهات.

### منطقة اللعب
تتطلب لوائح الاتحاد الدولي لكرة الطاولة مساحة لعب لا تقل عن 14 م بالطول، و7 أمتار بالعرض، وارتفاع لا يقل عن 5 أمتار. أما لمنافسات ذو الاحتياجات الخاصة فالحد الأدنى هو 8 أمتار طولًا، و6 أمتار عرضًا.

### المضرب

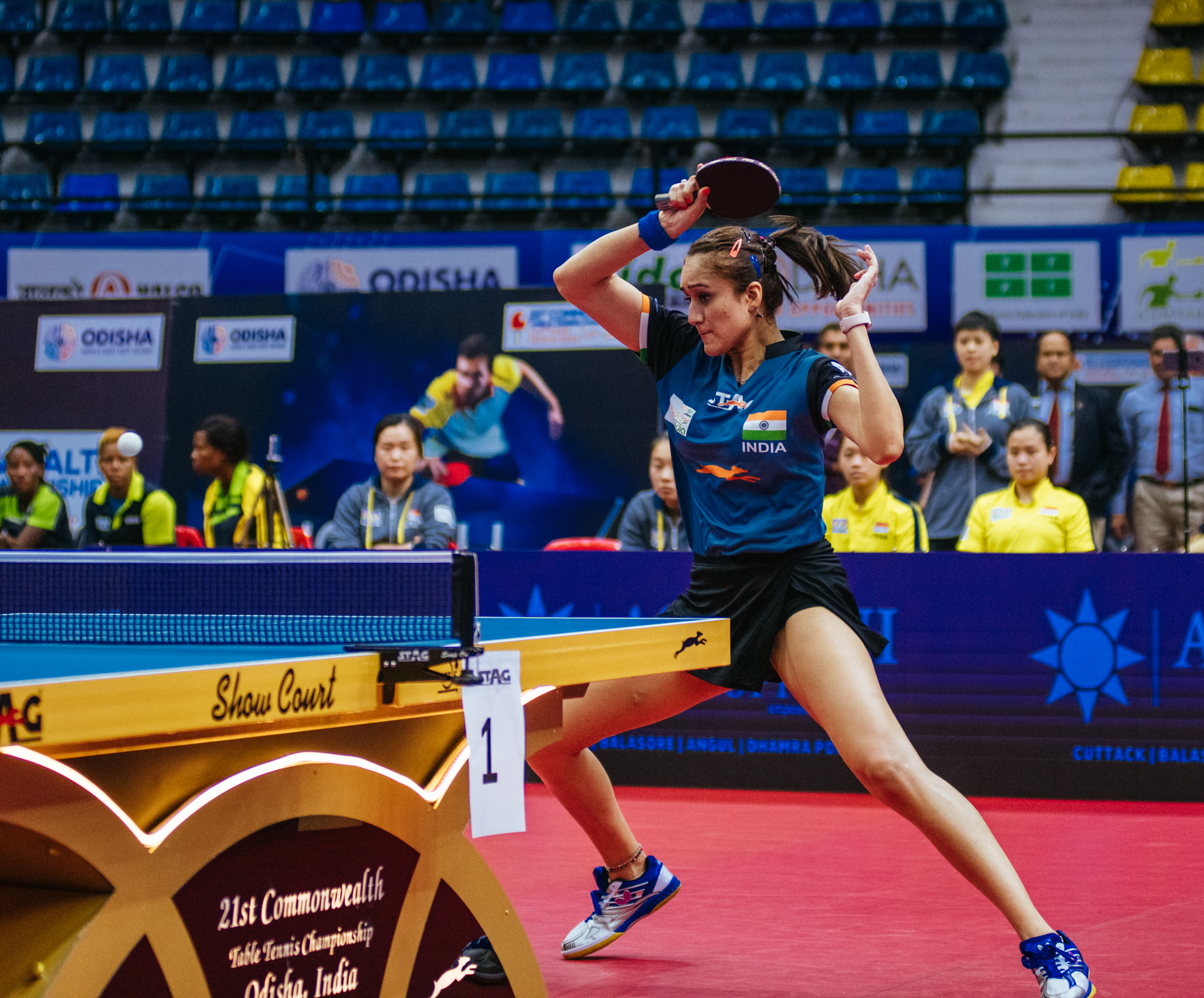
الهندية مانكة بترة تضرب الكرة. تلعب بمضرب محبب القفا، وهو مطاط (جلد مضرب) لا يكثر بين اللاعبين المحترفين.

يعلب اللاعبون بمضرب خشبي مكسيّ بالمطاط على جانب واحد أو جانبين حسب قبضة المضرب المتبعة.
لوح المضرب (بالإنكليزية: Blade) يتميز بوجود طبقات من الخشب قد تبلغ سبعًا، وقد تكون الطبقات من الفلين والألياف الزجاجية وألياف الكربون وألياف الألومنيوم والكيفلار أحيانًا. يجب أن يكون 85% على الأقل من سمك اللوح من الخشب الطبيعي وفقًا للوائح الاتحاد الدولي لكرة الطاولة. تشمل أنواع الأخشاب الشائعة خشب البلسا والهليلج الرائع والسرو والهينوكي وهو خشب شائع في اليابان. متوسط حجم اللوح نحو 17 سم طولًا و15 سم عرضًا.
تسمح لوائح كرة الطاولة بأسطح مطاطية مختلفة على جانبي المضرب. تتيح الأنواع المختلفة من الأسطح مستويات مختلفة من الدوران أو السرعة، وتلغي في بعض الحالات الدوران. فعلى سبيل المثال قد يتيح مطاط المضرب قدرًا كبيرًا من الدوران على أحد جانبي مضربه، ومطاط لا يوفر أي دوران على الجانب الآخر. وبقلب المضرب أثناء اللعب يصبح من الممكن الحصول على أنواع مختلفة من الإرجاعات. لمساعدة اللاعب على التمييز بين المطاط الذي يستخدمه اللاعب المنافس، تنص القواعد الدولية على أن يكون أحد الجانبين أسود اللون بينما يجب أن يكون الجانب الآخر بلون ساطع يمكن تمييزه بوضوح عن اللون الأسود ولون الكرة. يحق للاعب فحص مضرب خصمه قبل المباراة لمعرفة نوع المطاط المستخدم ولونه. على الرغم من اللعب عالي السرعة والتبادلات السريعة، يمكن للاعب أن يرى بوضوح أي جانب من المضرب استُخدم لضرب الكرة القادمة. تنص القواعد الحالية على أنه ما لم يتعرض المضرب للتلف أثناء اللعب، لا يمكن استبداله بمضرب آخر في أي وقت أثناء المباراة.

## مسكة المضرب أو قبضته
مع أن لاعبي تنس الطاولة يمسكون مضاربهم بطرق مختلفة، إلا أنه يمكن تصنيف قبضاتهم أو مسكاتهم إلى عائلتين رئيستين من الأساليب، قبضة القلم والمصافحة. لا تنص قواعد تنس الطاولة على الطريقة التي يجب على اللاعب أن يمسك بها المضرب، وتستخدم العديد من طرق الإمساك.

### مسكة القلم

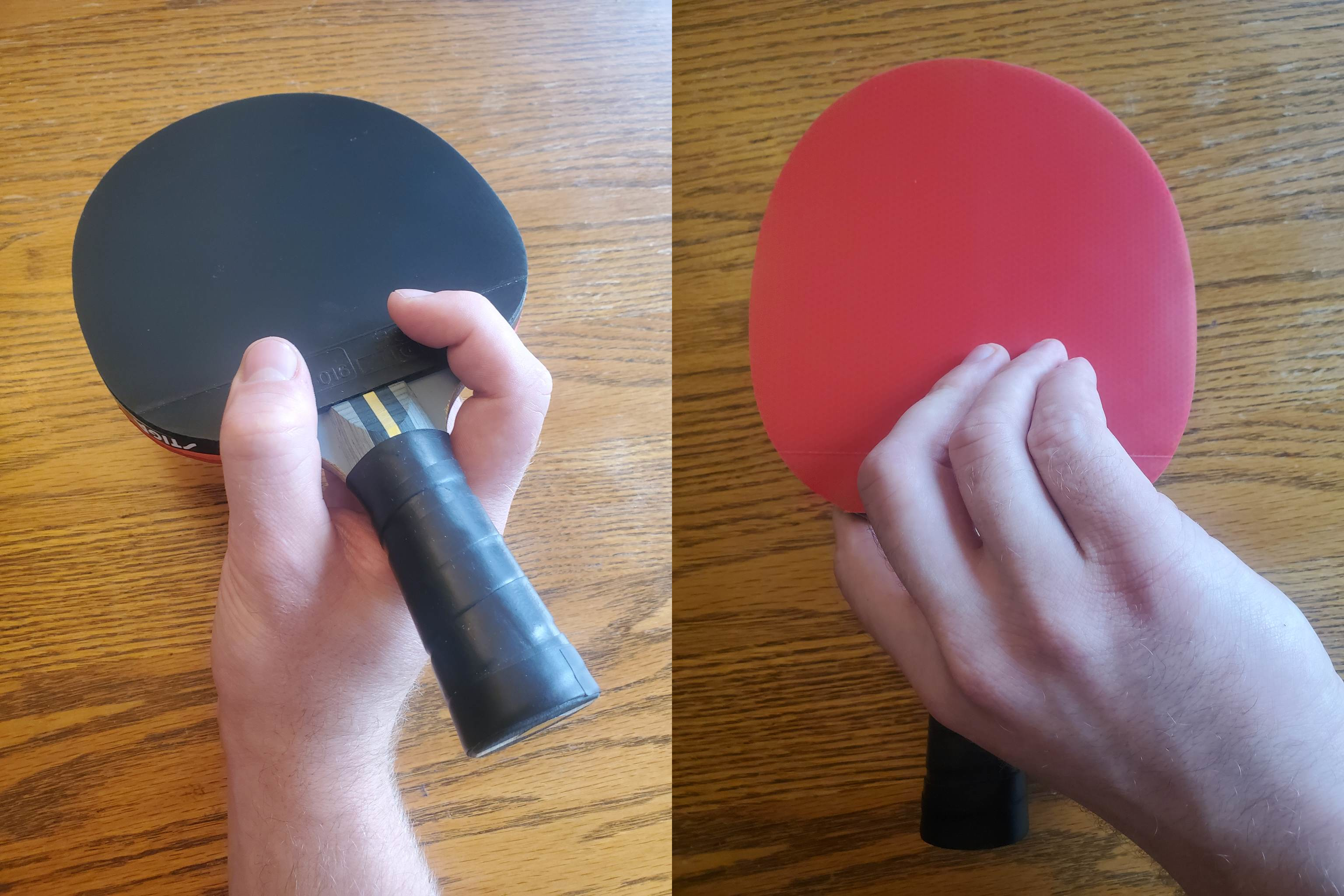
مثال على مسكة القلم الصينية

سميت قبضة القلم أو قبضة الريشة أو مسكة القلم (بالإنكليزية: Penholder) بهذا الاسماء لأن الشخص يمسك المضرب بنفس الطريقة التي يمسك بها قلم أو ريشة الكتابة. يمكن أن يختلف أسلوب اللعب بين لاعبي قبضات القلم كثيرًا من لاعب إلى آخر. الأسلوب الأكثر شيوعًا، والذي يُشار إليه عادةً باسم مسكة القلم الصينية، يتضمن لف الإصبع الوسطى والبنصر والخنصر على الجزء الخلفي من المضرب مع ملامسة الأصابع الثلاثة لبعضها دائمًا. يفضل لاعبو قبضة القلم الصنينية رأس المضرب الدائري، من أجل أسلوب لعب أكثر مباشرة على الطاولة. نقيض هذا الأسلوب هو قبضة القلم اليابانية الكورية، يتضمن نشر تلك الأصابع الثلاثة على الجزء الخلفي من المضرب، وعادةً ما تلامس الأصابع الثلاثة قفا المضرب، بدلاً من تكديس بعضها فوق بعض. قد يمزج الأسلوبان، حيث تكون الأصابع الوسطى والبنصر والخنصر مستقيمة، ولكنها لا تزال متراصة، أو حيث قد تلمس جميع الأصابع الجزء الخلفي من المضرب، ولكنها أيضًا على اتصال. غالبًا ما يستخدم لاعبو قبضة القلم اليابانية الكورية مضربًا برأس مربع للعب بعيدًا عن الطاولة. تقليديا، تتميز هذه المضارب ذات الرأس المربع بوجود كتلة من الفلين أعلى المقبض، وبطبقة رقيقة من الفلين على قفا المضرب، لتحسين القبضة والراحة. تحظى أنماط القلم بشعبية كبيرة بين لاعبي دول شرق آسيا مثل الصين واليابان وكوريا الجنوبية وتَيوان.
اعتاد لاعبو قبضة القلم استخدام جانب واحد فقط من المضرب (وجه المضرب) لضرب الكرة أثناء اللعب العادي، ولم يستخدموا الجانب الذي يلامس الأصابع الثلاثة الأخيرة (قفا المضرب) عمومًا. وهذا كان الاستخدام المعهود وسميت قبضة القلم التقليدية وشاعتابالمضارب ذات الرأس المربع. إلا أن الصينيون طورا تقنية في تسعينيات القرن العشرين يستخدم فيها لاعب قبضة القلم كلا جانبي المضرب لضرب الكرة، حيث يقوم اللاعب بإنتاج ضربة خلفية (في أغلب الأحيان ضربة علوية) تعرف باسم الضربة الخلفية العكسية. لقد أدت هذه الضربة إلى تحسين وتعزيز أسلوب مسكة القلم كثيرًا من الناحيتين البدنية والنفسية، حيث أنها تعمل على إزالة الضعف الاستراتيجي للضربة الخلفية التقليدية لها.

### مسكة المصافحة
سميت قبضة المصافحة أو مسكة المصافحة (بالإنكليزية: Handshake) بهذا الاسم لأن الشخص يمسك المضرب كما لو أنه يصافح المضرب.
إن بساطة قبضة المصافحة وتعدد استخداماتها، إلى جانب القبول بين المدربين الصينيين رفيعي المستوى بأن أسلوب اللعب الأوربي يجب محاكاته والتدريب عليه، جعلها قبضة شائعة حتى في الصين. يستخدم العديد من اللاعبين الأوربيين وشرق آسيا من الطراز العالمي حاليًا قبضة المصافحة، وقبضة المصافحة أسهل عمومًا في التعلم من قبضة القلم، ما يسمح بمجموعة أوسع من أساليب اللعب الهجومية والدفاعية.

### مسكة سيميلر
سميت قبضة سيميلر باسم بطل تنس الطاولة الأمريكي داني سيميلر الذي استخدمها. وذلك بوضع الإبهام والسبابة على جانبي الجزء السفلي من رأس المضرب والإمساك بالمقبض ببقية الأصابع. نظرًا لأن جانبًا واحدًا فقط من المضرب يُستخدم لضرب الكرة، فمن الممكن وضع نوعين متباينين من المطاط على لوح المضرب، ما يوفر ميزة تحريك المضرب لخداع الخصم. استخدم سيميلر المطاط المقلوب مع المطاط المضاد للدوران. يقوم العديد من اللاعبين اليوم بالجمع بين المطاط المقلوب والمطاط المحبب الطويل. تعد القبضة استثنائية للصد، وخاصة على الجانب الخلفي (قفا المضرب)، وللوبيات الضربة الأمامية للكرات الدوران الخلفي. وصلت شعبية قبضة سيميلر إلى ذروتها في عام 1985 عندما استخدمها أربعة (داني سيميلر، وريكي سيميلر، وإريك بوجان، وبريان مسترز) من المشاركين الخمسة للولايات المتحدة في بطولة العالم.

## الوضعة أو التمركز
الوِضْعَة أو التَّمركز (بالإنكليزية: Stance) في كرة الطاولة يُعرف باسم وضع الاستعداد (بالإنكليزية: Ready position). إنه الوضع الذي يتخذه اللاعب في البداية عند استقبال الكرة ويعود إليه بعد لعب الكرة حتى يكون مستعدًا لضرب الكرة التالية. يتضمن ذلك وضع القدمين على مسافة أوسع من عرض الكتفين واعتماد الانحناء الجزئي؛ الانحناء هو وضع فعال للتحرك بسرعة ويحمل العضلات مسبقًا ما يسمح بحركة منسابة. ينحني الجذع العلوي قليلاً وينظر اللاعب إلى الأمام. يُمسك المضرب على الأهبة بذراع منحنية. يجب أن يكون الوضع متوازنًا ويتيح قاعدة صلبة للضرب والحركة الجانبية السريعة. يمكن للاعبين تخصيص وضعتهم أو تمركزهم بناءً على تفضيلاتهم، وتغييره أثناء اللعبة حسب الظروف المتغيرة.

## أنواع الضربات
تنقسم ضربات كرة الطاولة إلى فئتين هجومية ودفاعية.

### ضربات الهجوم

#### المستقيمة
الضربة المستقيمة (بالإنكليزية: Hit) هي ضربة مباشرة على الكرة تدفعها للأمام مرة أخرى نحو الخصم. تختلف هذه الضربة عن ضربات السرعة في رياضات المضرب الأخرى مثل التنس لأن المضرب يكون في المقام الأول عموديًا على اتجاه الضربة ومعظم الطاقة المطبقة على الكرة تؤدي إلى السرعة وليس الدوران، ما يخلق ضربة لا تنحني كثيرًا، ولكنها سريعة يصعب إرجاعها. تستخدم الضربة المستقيمة في الغالب للحفاظ على الكرة في اللعب، وتطبيق الضغط على الخصم، واحتمال فتح الفرصة لشن هجوم أكثر قوة.

#### اللولبة
شُذّبت الضربة اللولبة (بالإنكليزية: Loop) خلال الستينيات وهي عكس القطع. يكون المضرب موازيا لاتجاه الضربة أي مغلقًا وبذلك بمس المضربُ الكرة، ما ينتج عنه كمية كبيرة من الدوران العلوي. ستؤدي الضربة اللولبية الجيدة إلى حدوث قوس كبير، وما أن تضرب الكرة جانب الخصم من الطاولة، ستقفز إلى الأمام، تمامًا مثل إرسال الركل في لعبة كرة المضرب. يستخدم معظم اللاعبين المحترفين اللوبة للهجوم.

#### القَلْب
عندما يحاول اللاعب مهاجمة الكرة التي لم تتجاوز حافة الطاولة، لا يكون لدى اللاعب مساحة كافية للقيام لأرجحة الجذع إلى الخلف. ومع ذلك، لا يزال من الممكن مهاجمة الكرة، وتسمى الضربة الناتجة بالمقلوبة والعملية بالقَلْب (بالإنكليزية: Flip، أو Flick) لأن التأرجح الخلفي الغائب هنا يتحور إلى حركة رسغ سريعة.

#### الساحقة
عادة ما يضرب اللاعب الضربة الساحقة (بالإنكليزية: Smash) عندما يرجع الخصم كرة ترتد عالياً أو قريبة من الشبكة. تنفذ بضربة أمامية. تستخدم الضربة الساحقة التسارع العالي لإضفاء أقصى قدر ممكن من السرعة على الكرة حتى لا يتمكن الخصم من الرد في الوقت المناسب. يكون المضرب عمومًا عموديًا على اتجاه الضربة. يغلب أن يكون دوران الكرة ضئيلًا لأن السرعة هي الهدف الرئيس لهذه الضربة، وقد يصحب الضربة.

### ضربات الدفاع

#### الدفع
يستخدم الدفع (بالإنكليزية: Push، وفي آسيا سمice) عادة للحفاظ على النقطة حية وخلق فرص هجومية. تشبه الدفعة شريحة التنس: حيث يقطع المضرب أسفل الكرة، ما يمنحها دورانًا خلفيًا ويؤدي إلى انتقال الكرة ببطء إلى الجانب الآخر من الطاولة. قد يكون من الصعب مهاجمة ضربة الدفع لأن الدوران الخلفي للكرة يتسبب في سقوطها باتجاه الطاولة عندما تلامس مضرب الخصم. على اللاعب الذي يود مهاجمة ضربة الدفع عادةً أن يلولب الكرة مرة أخرى فوق الشبكة (إذا كانت الدفعة طويلة) أو يقلبها أو ينقرها (إذا كانت الدفعة قصيرة). الخيار الأفضل للمبتدئين في كثير من الأحيان هو ببساطة دفع الكرة مرة أخرى، ما يؤدي إلى رالي كرات مدفوعة. قد يكون الأسوء أمام اللاعبين الجيدين لأن الخصم سوف يرد بلولبة، ما يضع اللاعب الأول في موقف الدفاع. قد يكون للدفع فوائد في بعض الظروف، مثل عندما يرتكب الخصم أخطاء سهلة.

#### القطع أو القص
القطع أو القص (بالإنكليزية: Chop) هي النظير الدفاعي المدور خلفيًا للضربة لضربة اللولبة الهجومية. ضربة القطع هي في الأساس دفعة أكبر وأثقل، تلعب خلف الطاولة. يشير وجه المضرب في المقام الأول إلى الاتجاه الأفقي، وربما إلى الأعلى قليلاً، ويكون اتجاه الضربة مستقيماً إلى الأسفل. الهدف من القطع الدفاعي هو توليد دوران خلفي مطابق للدوران العلوي لكرة المنافس. ستعود الكرة الجيدة إلى الطاولة أفقية تقريبًا، وقد تحمل دورانًا خلفيًا كبيرًا لدرجة أن الكرة ترتفع بالفعل. يمكن أن يكون إرجاع مثل هذه الضربة صعبًا بسبب كمية الدوران الخلفي الهائلة. يمكن لبعض اللاعبين الدفاعيين أيضًا تقديم أنواع من لا دوران أو الدوران الجانبي أثناء القطع.

#### الصد
ينفذ الصَّدّ (بالإنكليزية: Block) بوضع المضرب أمام الكرة مباشرة بعد ارتدادها؛ وبذا ترتد الكرة مرة أخرى نحو المنافس بقدر طاقة قريب من التي جاءت بها. يتطلب هذا الأمر الدقة، حيث أن دوران الكرة وسرعتها وموقعها كلها تؤثر على الزاوية الصحيحة لضربة الصد. من الممكن جدًا أن يلعب المنافس ضربة لولبية أو قيادة أو ساحقة مثالية، فقط لتعود إليه الضربة المصدودة بنفس السرعة. بسبب القوة المستخدمة في الضربات الهجومية، غالبًا ما لا يتمكن الخصم من التعافي بسرعة كافية لإعادة الضربة المصدودة، خاصةً إذا كانت الضربة موجهة إلى جانب غير متوقع من الطاولة. ينتج الصد دائمًا تقريبًا نفس الدوران الذي صُدّ، وفي كثير من الأحيان يكون الدوران علويًا.

#### التقويس أو الرفع
تدفع الضربة المقوسة أو المرفوعة (بالإنكليزية: Lob) الكرة إلى ارتفاع نحو خمسة أمتار، لتهبط على جانب الخصم من الطاولة بقدر من الدوران كثير. يمكن أن يكون للكرة أي نوع من الدوران تقريبًا. مع أن الخصم قد يسحق الكرة بقوة وسرعة، إلا أن الضربة الدفاعية الجيدة قد يكون من الصعب إرجاعها بسبب عدم القدرة على التنبؤ والكميات الكبيرة من الدوران على الكرة.

## تأثير الدوران
إن إضافة دوران إلى الكرة يسبب تغييرات كبيرة في طريقة لعب كرة الطاولة. ومع من أن كل ضربة أو إرسال تقريبًا يخلق نوعًا من الدوران، فإن فهم الأنواع الفردية للدوران يسمح للاعبين بالدفاع أمام الكرات الدوارنية المختلفة ولعبها لعبًا فعالًا.

### الدوران الخلفي
الدوران الخلفي أو التدويم الخلفي (بالإنكليزية: Backspin) هو عندما يدور النصف السفلي من الكرة بعيدًا عن اللاعب، وينتج من ضرب قاعدة الكرة بحركة نازلة. يستخدم المحترفون الدوران الخلفي للدفاع لإبقاء الكرة منخفضة. تُستخدم الضربة الخلفية بكثرة في الإرسال لأنها تجعل من الصعب ردها بالهجوم، إلا أن معظم المحترفين يرسلون بدوران جانبي ممزوجًا بدوارن خلفي أو علوي. الدوران الخلفي يجعل من الصعب أيضًا على المنافس إرجاع الكرة بسرعة كبيرة بسبب الدقة الزاوية المطلوبة للإرجاع. من الممكن بالفعل لعب ضربات ساحقة باستخدام الدوران الخلفي هجوميًا، ولكن فقط على الكرات العالية القريبة من الشبكة.

### الدوران العلوي
الدوران العلوي أو التدويم العلوي (بالإنكليزية: Topspin) ضربة لها تأثير أقل على الجزء الأول من منحنى الكرة. ومع ذلك، يظل محور الدوران عموديًا تقريبًا على مسار الكرة كما هو الحال في ضربة الدوران الخلفي، ما يسمح لتأثير مغنوس بتحديد الانحناء اللاحق. تنحدر الكرة بعد قمة المنحنى، عندما تقترب من جانب المنافس من الطاولة. وعند الارتداد سيعمل الدوران العلوي على تسريع الكرة، بنفس الطريقة التي تتسارع بها العجلة التي تدور عند ملامستها للأرض. عندما يحاول الخصم إرجاع الكرة، تتسبب الضربة العلوية في قفز الكرة ويضطر الخصم إلى موازنة الضربة العلوية بتعديل زاوية مضربه. يُعرف هذا باسم إغلاق المضرب.
حدود السرعة لضربة الدوران العلوي طفيفة مقارنة بضربة الدوران الخلفي. هذه الضربة هي التقنية السائدة المستخدمة في المنافسة المحترفة لأنها لا تمنح الخصم وقتًا للإرجاع أو الرد. تعد الضربة العلوية في تنس الطاولة تقنية هجوم بسبب زيادة سرعة الكرة والضغط الذي تضعه على الخصم بتقليل وقت الرد أو الإرجاع. (من الممكن لعب ضربات دوران علوي دفاعية من مسافة بعيدة خلف الطاولة، ولكن فقط اللاعبين ذوي المهارات العالية يستخدمون هذه الضربة) الضربة العلوية هي النوع الأقل شيوعًا من الضربات التي يمكن العثور عليها في الإرسال على مستوى المحترفين، وذلك ببساطة لأنه من الأسهل بكثير مهاجمة كرة علوية لا تتحرك بسرعة عالية.

### الدوران الجانبي
يستخدم الدوران الجانبي أو التدويم الجانبي (بالإنكليزية: Sidespin) أساسًا في الإرسال، حيث يمكن تغيير زاوية اتصال المضرب بسهولة. على عكس التقنيتين المذكورتين أعلاه، فإن الدوران الجانبي يتسبب في دوران الكرة على محور عمودي، لا أفقيّ. يظل محور الدوران عموديًا تقريبًا على مسار الكرة. سيظل تأثير مغنوس في هذه الظروف هو الذي يحدد انحناء الكرة. الفرق الآخر هو أنه على عكس الدوران الخلفي والعلوي، فإن الدوران الجانبي له تأثير ضئيل نسبيًا على ارتداد الكرة، بنفس الطريقة التي لن تتحرك بها الكرة المدورة علويًا إلى اليسار أو اليمين إذا كان محور دورانها عموديًا تمامًا. هذا يجعل الدوران الجانبي سلاحًا مفيدًا في الخدمة، لأنه يصعب التعرف عليه عند الارتداد، وتفقد الكرة قدرًا أقل من الدوران عند الارتداد. يمكن أيضًا استخدام الدوران الجانبي في الضربات المتبادلة الهجومية، غالبًا من مسافة أكبر، مكملًا للدوران العلوي أو الدوران الخلفي. يُشار إلى هذه الضربة أحيانًا باسم الخطاف. يمكن أيضًا استخدام الخطاف في بعض الحالات القصوى للالتفاف حول الشبكة عند الابتعاد عن الطاولة.

## اللعب

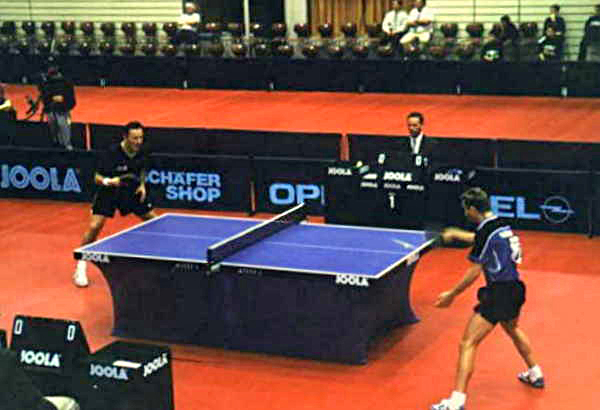
منافسة كرة الطاولة

### بدء اللعب
وفقًا لقاعدة الاتحاد الدولي لكرة الطاولة 2.13.1، يتحدد الإرسال الأول بالقرعة عادةً بالقرعة. ومن الشائع أيضًا أن يخفي أحد اللاعبين (أو الحكم/المسجل) الكرة في يد أو أخرى، وعادة ما تكون مخفية تحت الطاولة، ما يسمح للاعب الآخر بتخمين اليد التي توجد بها الكرة. التخمين الصحيح أو الخاطئ يمنح "الفائز" خيار الاختيار بين الإرسال أو الاستلام أو اختيار أي جانب من الطاولة يريد البدء فيه.

### الإرسال والرد

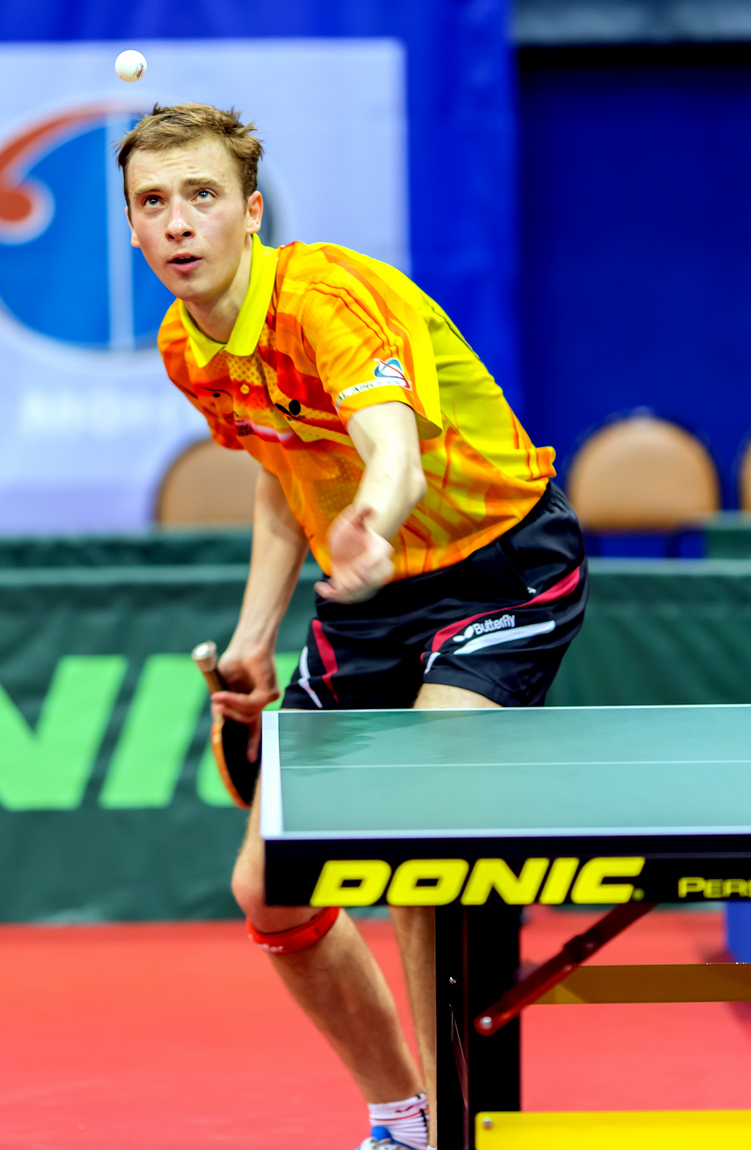
إرسال من اللاعب الروسي المحترف ألكسندر شيباييف

تبدأ اللعبة بالإرسال الذي ينفذه من فاز بالقرعة. يقف المرسل ممسكًا الكرة على راحة اليد المفتوحة التي لا تحمل المضرب، والتي تسمى اليد الطليقة (بالإنكليزية: freehand)، ويرمي الكرة مباشرة إلى الأعلى دون دوران، على الأقل 16 سم. يضرب المرسل الكرة بالمضرب أثناء نزولها بحيث تلمس أولاً ملعب المرسل، ثم تلمس مباشرة ملعب المستقبل دون لمس مجموعة الشبكة.
يجب أن تظل الكرة خلف خط النهاية وفوق سطح اللعب على الطاولة في جميع الأوقات أثناء الإرسال. لا يجوز استخدام جسد المرسل أو ملابسه لحجب رؤية الكرة؛ ويجب أن يكون لدى المنافس والحكم رؤية واضحة للكرة في جميع الأوقات. إذا كان الحكم يشك في شرعية الإرسال، فيمكنه أولاً مقاطعة اللعب وإعطاء تحذير للمرسل. إذا كان الإرسال واضح الفشل أو شك الحكم فيه مرة أخرى بعد التحذير، يحصل المستقبل على نقطة.
إذا كان الإسال جيدًا، فيجب على المستقبل أن يرد بضرب الكرة إلى منافسه قبل أن ترتد ثانية الثانية على جانب المستقبل من الطاولة بحيث تمر الكرة فوق الشبكة وتلمس ملعب المنافس، إما مباشرة أو بعد لمس مجموعة الشبكة. ثم يجب على المرسل والمستقبل رد الكرة بالتناوب حتى انتهاء التبادل (بالإنكليزية: rally). يعد رد الإرسال أحد أصعب أجزاء اللعبة، حيث أن الخطوة الأولى للمرسل غالبًا ما صعبة اللتنبؤ وبذلك الضربة الأكثر فائدة بسبب خيارات الدوران والسرعة العديدة المتاحة للمرسل.

### الإعادة
إن الإعادة (بالإنكليزية: Let) هو تبادل لا يُحسب، ويستدعى في الظروف التالية:
- تلمس الكرة الشبكة أثناء الإرسال، بشرط أن يكون صحيحًا.
- عندما لا يكون اللاعب المستقبل جاهزًا وقت الإرسال.
- إن فشل اللاعب في الإرسال أو الرد أو تطبيق القواعد لسبب يرجع إلى اضطراب خارج عن سيطرة اللاعب.
- يُقاطع الحكم أو مساعده اللعب.

### إحراز النقاط

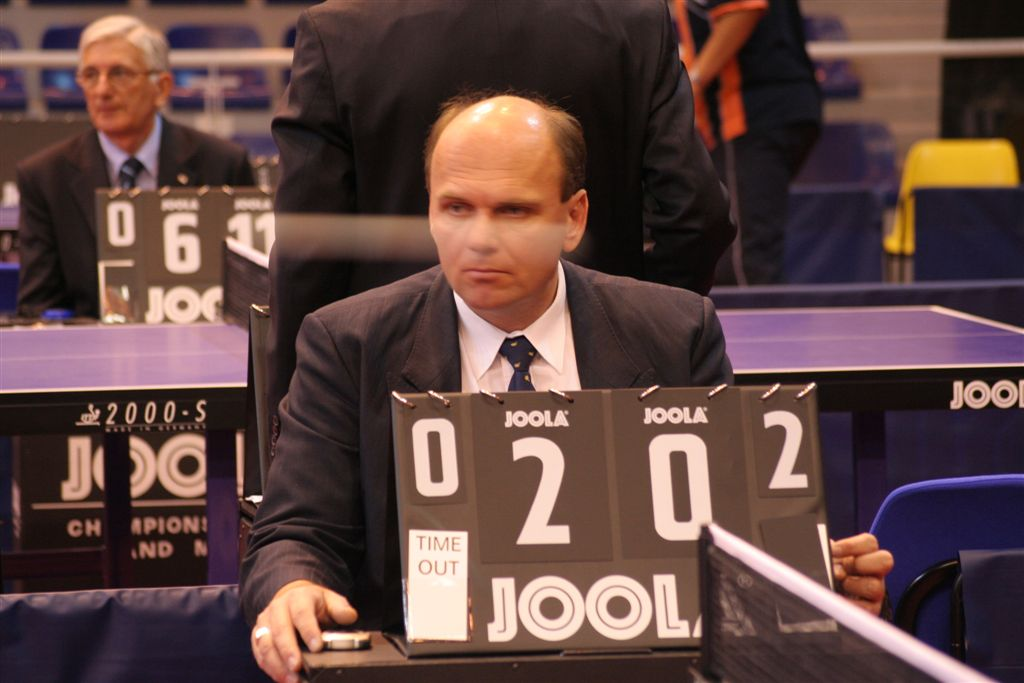
حكم كرة طاولة

يُحرِز اللاعب نقطة بعد التبادل في الحالات التالية:
- يفشل المنافس في أداء الإرسال أو الرد الصحيح.
- بعد أداء الإرسال أو الرد، تلمس الكرة أي شيء آخر غير مجموعة الشبكة قبل أن يضربها المنافس.
- تمر الكرة فوق ملعب اللاعب أو إلى ما بعد خط النهاية عنده دون أن تلمس ملعبه، بعد أن يضربها المنافس.
- المنافس يعيق الكرة.
- يضرب المنافس الكرة مرتين متتاليتين. تعد اليد التي تمسك المضرب جزءًا منه، ويُسمح الرد باليد أو الأصابع. لا يعد خطأ إذا ضربت الكرة اليد أو الأصابع خطأ ثم ضربت المضرب بعد ذلك.
- يضرب المنافس الكرة بجانب لوح المضرب الذي لا يكون سطحه مغطى بالمطاط.
- يحرك المنافس سطح اللعب أو لمس مجموعة الشبكة.
- تلمس يد المنافس الطليقة سطح اللعب.
- في ظل الطريقة البديلة يحرز المستقبل الذي أكمل 13 ردًا في التبادل نقطة.[32]
- إذا ارتكب المنافس الذي حذره الحكم مخالفة ثانية في نفس المباراة الفردية أو مباراة الفريق. في حالة حدوث المخالفة الثالثة ستُمنح نقطتين للمنافس.[33] إذا لم تنتهي المباراة الفردية أو مباراة الفريق، فيمكن نقل أي نقاط جزاء غير مستخدمة إلى الشوط التالي من تلك المباراة.[25]

يفوز باللعبة اللاعب الذي يسجل أولاً 11 نقطة ما لم يسجل كلا اللاعبين 10 نقاط، فحينها يفوز باللعبة اللاعب الذي يحصل بعد ذلك على تقدم بنقطتين أولاً. يفوزر بالمباراة اللاعب الذي يفوز بثلاثة أشواط من خمسة، أو أربعة من سبعة.

### تناوب الإرسال
يتناوب اللاعبون الإرسال كل نقطتين (بغض النظر عن الفائز بالتبادل) حتى نهاية اللعبة، ما لم يسجل كلا اللاعبين عشر نقاط أو تُفعّل الطريقة البديلة، حيث تظل تسلسلات الإرسال والرد كما هي ولكن كل لاعب يرسل نقطة واحدة فقط في دوره (التعادل). اللاعب الذي يُرسل أولاً في الشوط يصبح المستقبل أو الرَّادّ أولاً في الشوط التالي من المباراة.
يتناوب اللاعبون بعد كل شوط جانبي الطاولة. في آخر لعبة ممكنة من المباراة، على سبيل المثال اللعبة السابعة في مباراة تتكون من سبع أشواط، يغير اللاعبون الأطراف عندما يسجل اللاعب الأول خمس نقاط، بغض النظر عن دور من يرسل. إذا كان تسلسل الإرسال والرد خارج الدور أو لم تُغير الجوانب، تُحتسب النقاط المسجلة في الوضع الخاطئ ويُستأنف اللعب بالترتيب عند النتيجة التي وُصل إليها.

### الطريقة البديلة
إذا لم ينتهي الشوط بعد 10 دقائق من اللعب وسُجل أقل من 18 نقطة، تُفعل الطريقة البديلة (بالإنكليزية: Expedite system). يُقاطع الحكم الشوط، ثم يستأنف الشوط مع قيام اللاعبين بالإرسال مرة بالتناوب. إذا فُعّلت الطريقة البديلة بينما الكرة ليست في اللعب، فيجب على المستقبل السابق أن يرسل أولاً. في ظل الطريقة البديلة، يتعين على المرسل الفوز بالنقطة قبل أن يُجري المنافس 13 ردٍّ متتالي وإلا تنتقل النقطة إلى المنافس. يمكن أيضًا تفعيل النظام في أي وقت بناءً على طلب اللاعبين. ما أن تُفعل الطريقة البديلة تظل ساري المفعول حتى نهاية المباراة. وبما أن الهدف من هذه التقنية هو تقصير مدة المباراة، فإنها تُستخدم أساسًا في مباريات اللاعبين الدفاعيين، والتي تميل إلى أن تكون بها نقاط أطول.

## معرض صور

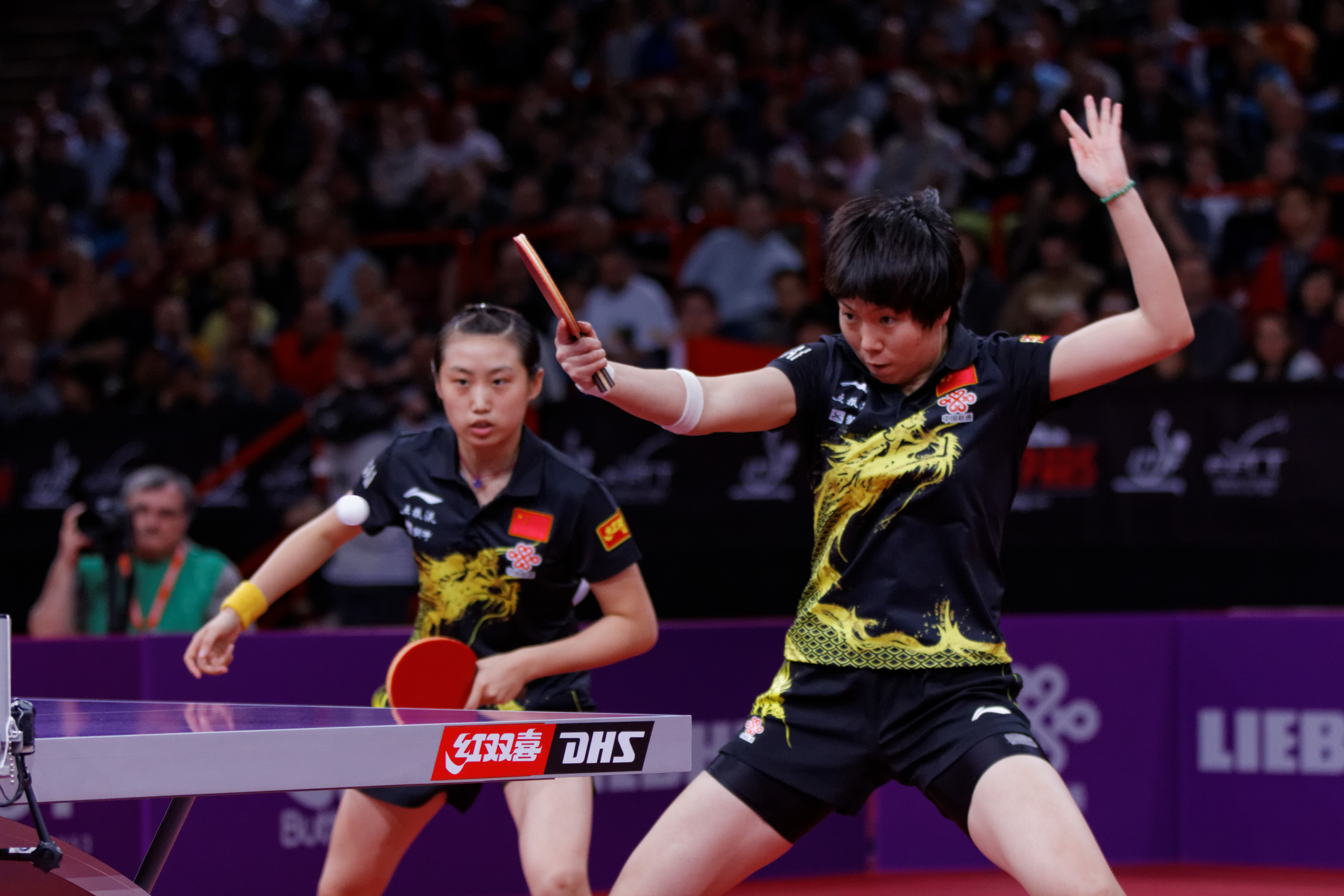
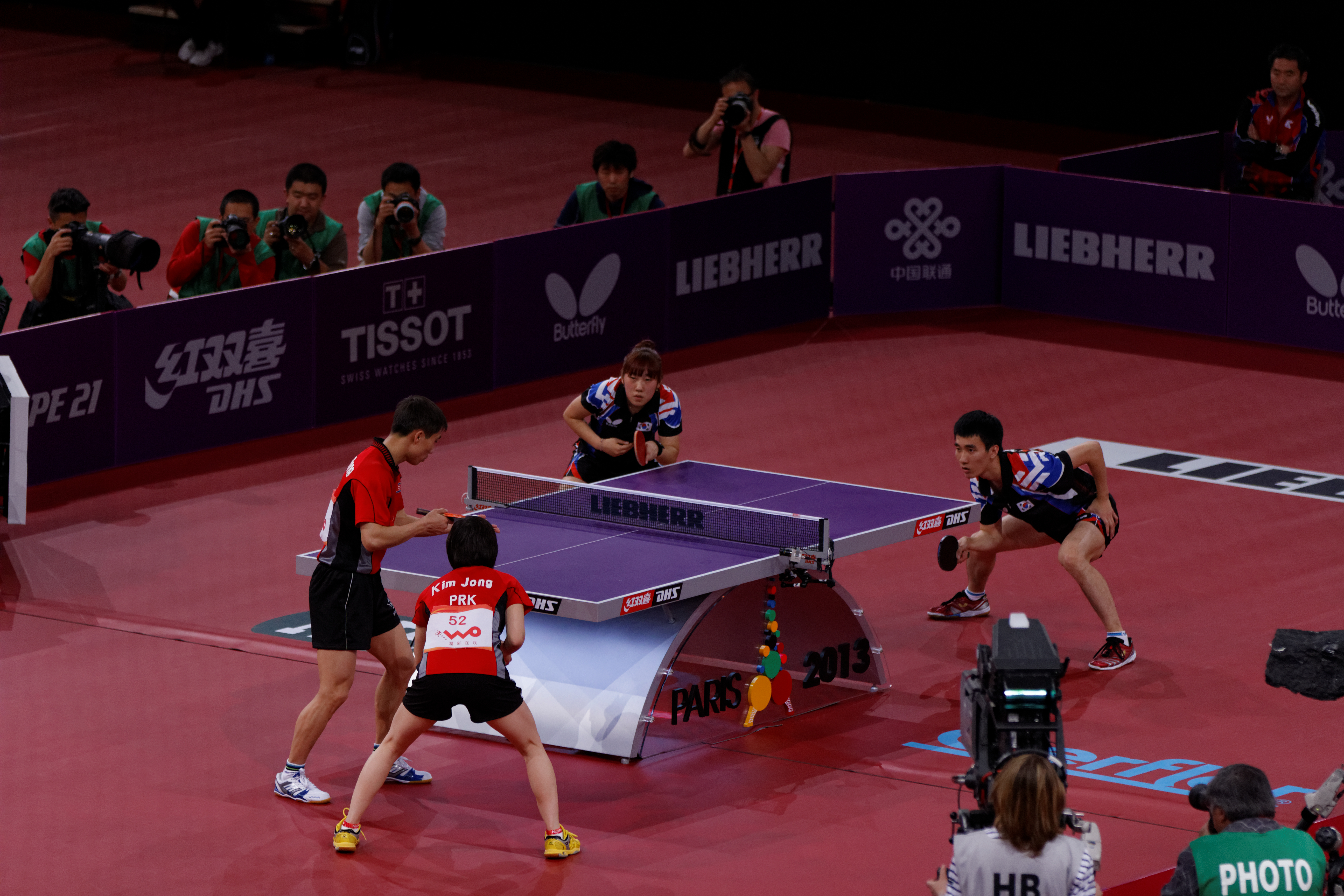

## مشاهير عرب
أهم لاعبي كرة الطاولة العرب:
- عمر عصر (مصر)
- محمد البيلي (مصر)
- يوسف عبد العزيز (مصر)

ومن أهم لاعبات كرة الطاولة العرب:
- هنا جودة (مصر)
- دينا مشرف (مصر)

## وصلات خارجية
- مقالة كرة الطاولة في الموسوعة العربية
- القانون الدولي لكرة الطاولة باللغة العربية (2018)